# Oonops furtivus
Oonops furtivus là một loài nhện trong họ Oonopidae.
Loài này thuộc chi Oonops. Oonops furtivus được Willis J. Gertsch miêu tả năm 1936.